# Frederick Spiller
Pour les articles homonymes, voir Spiller (homonymie).
Frederick Spiller est un boxeur anglais né le 22 novembre 1884 à Westminster et mort le 15 septembre 1953.

## Carrière
Il remporte aux Jeux olympiques d'été de 1908 à Londres la médaille d'argent dans la catégorie poids légers. Spiller bat tout d'abord Patrick Fee aux points puis George Jessup par KO au second round et Harry Johnson aux points mais s'incline en finale face à son compatriote Frederick Grace.

## Palmarès

### Jeux olympiques
- Jeux olympiques d'été de 1908 à Londres[1] (poids légers)

## Référence
1. ↑  (en) Résultats des Jeux olympiques 1908 (amateur-boxing.strefa.pl)